# Torrente de Pareis
El torrente de Pareis (Es Torrent de Pareis en catalán) es un  torrente que atraviesa la sierra de Tramontana de Mallorca (Islas Baleares, España). Desciende hasta el mar Mediterráneo desde el lugar llamado S'Entreforc, en la confluencia del torrente Gorg Blau o Sa Fosca y el torrente de Lluc (o Albarca).
Alberga especies de fauna endémicas como el sapillo balear o ferreret (Alytes muletensis). La riqueza florística del torrente es muy alta, con algunas plantas muy escasas en el resto de Baleares, además de un 10% de endemismos baleares de las más de 300 especies de plantas que se encuentran en el torrente.
Es un lugar muy transitado por excursionistas que descienden el barranco partiendo de Escorca y llegando hasta el núcleo turístico de La Calobra. La dificultad de la ruta y la falta de preparación de los visitantes provocan que concentre una cuarta parte de los rescates en Mallorca.
Junto con el Gorg Blau y el torrente de Lluc, fue declarado Monumento Natural en 2003.

## Galería

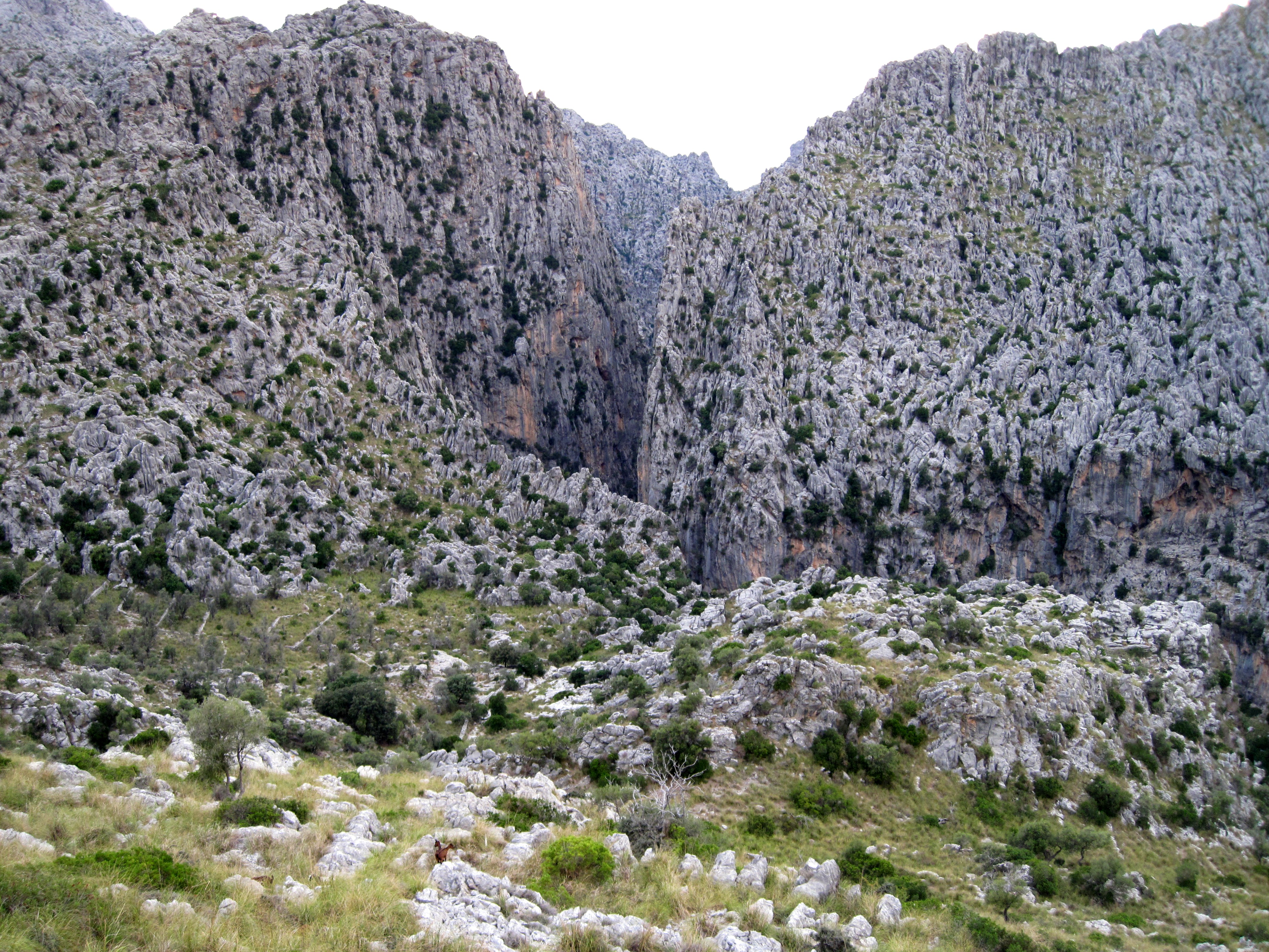
Vista de s’Entreforc
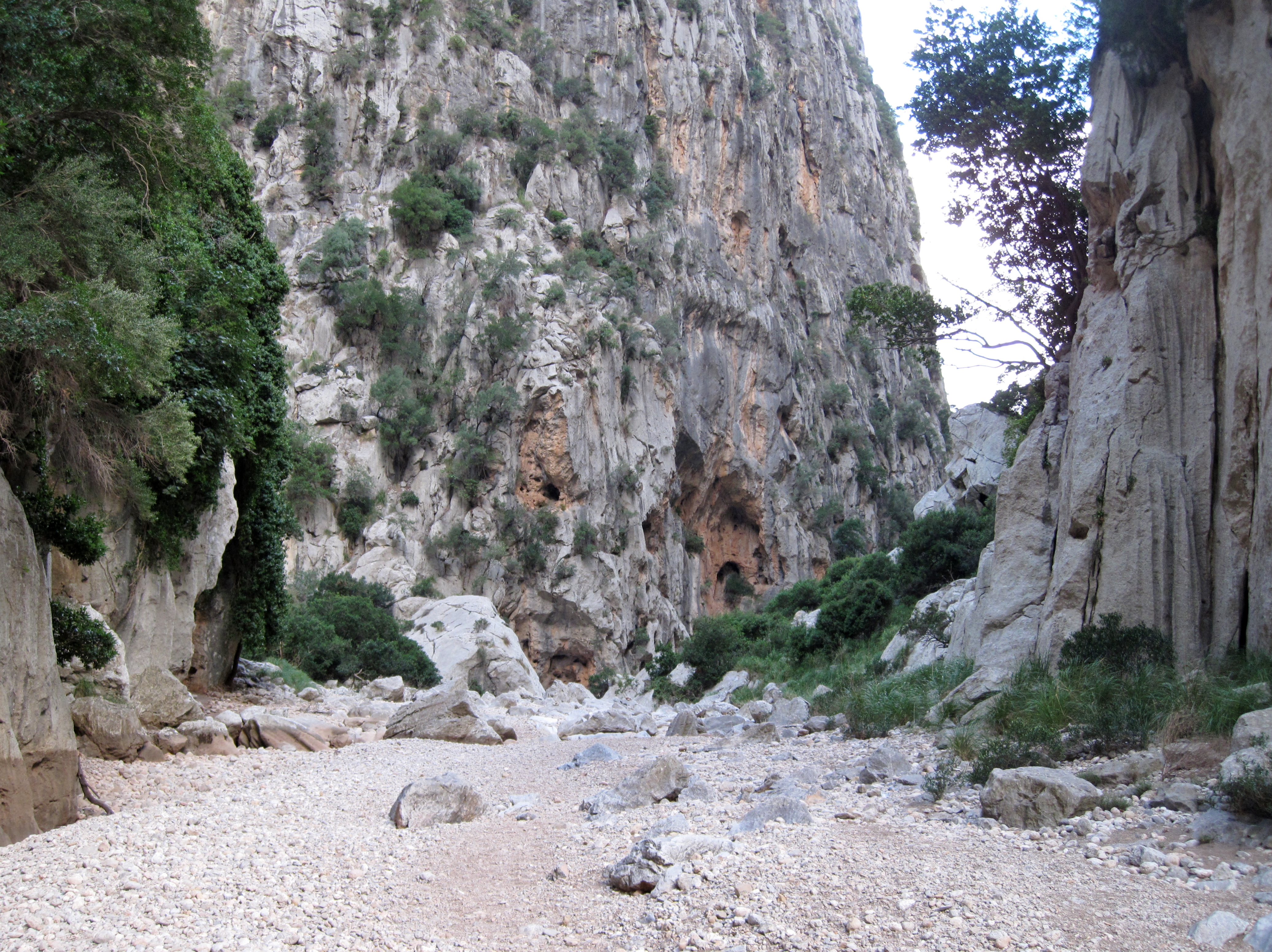
Torrent de Pareis
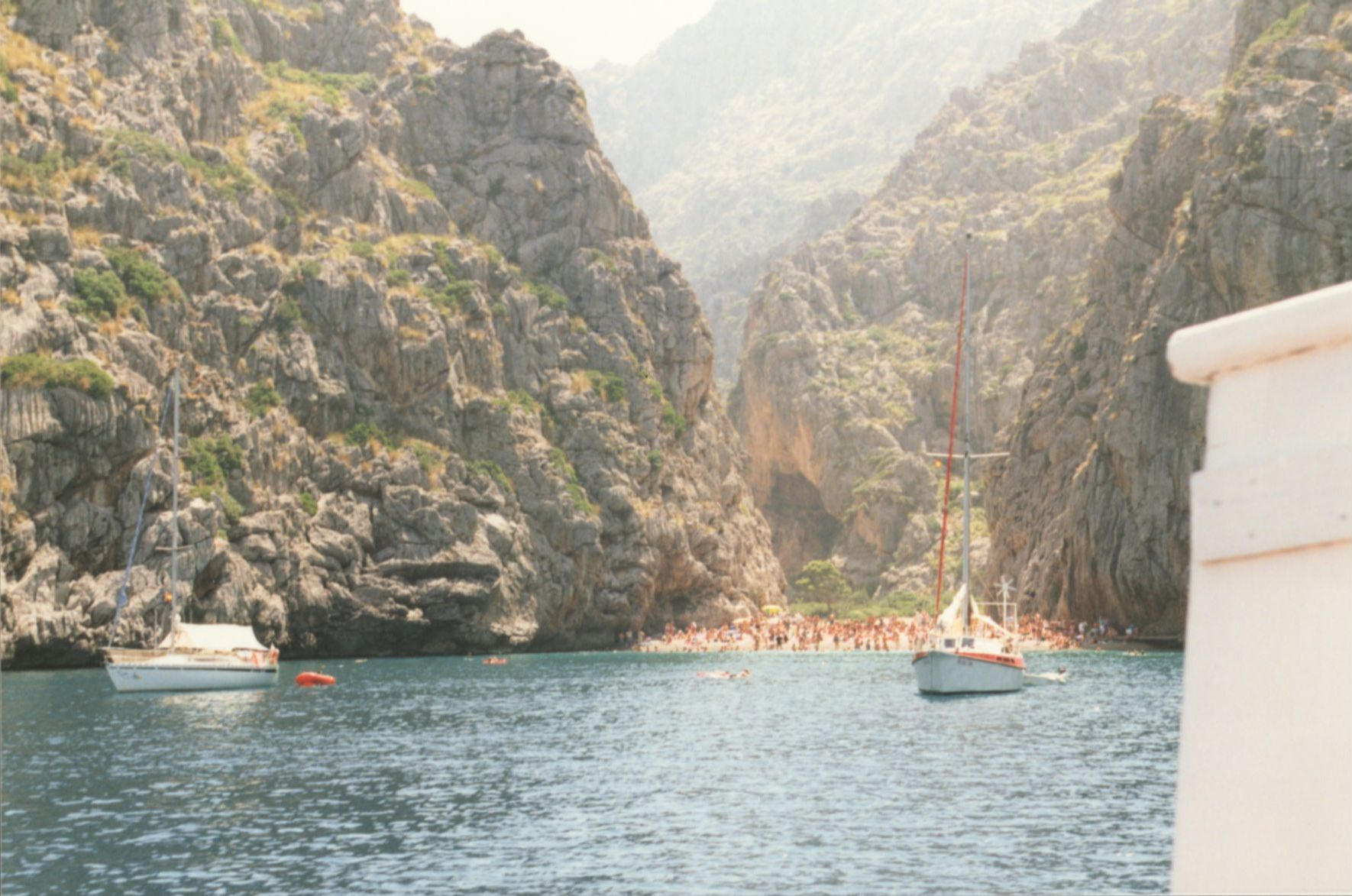
Sa Calobra.
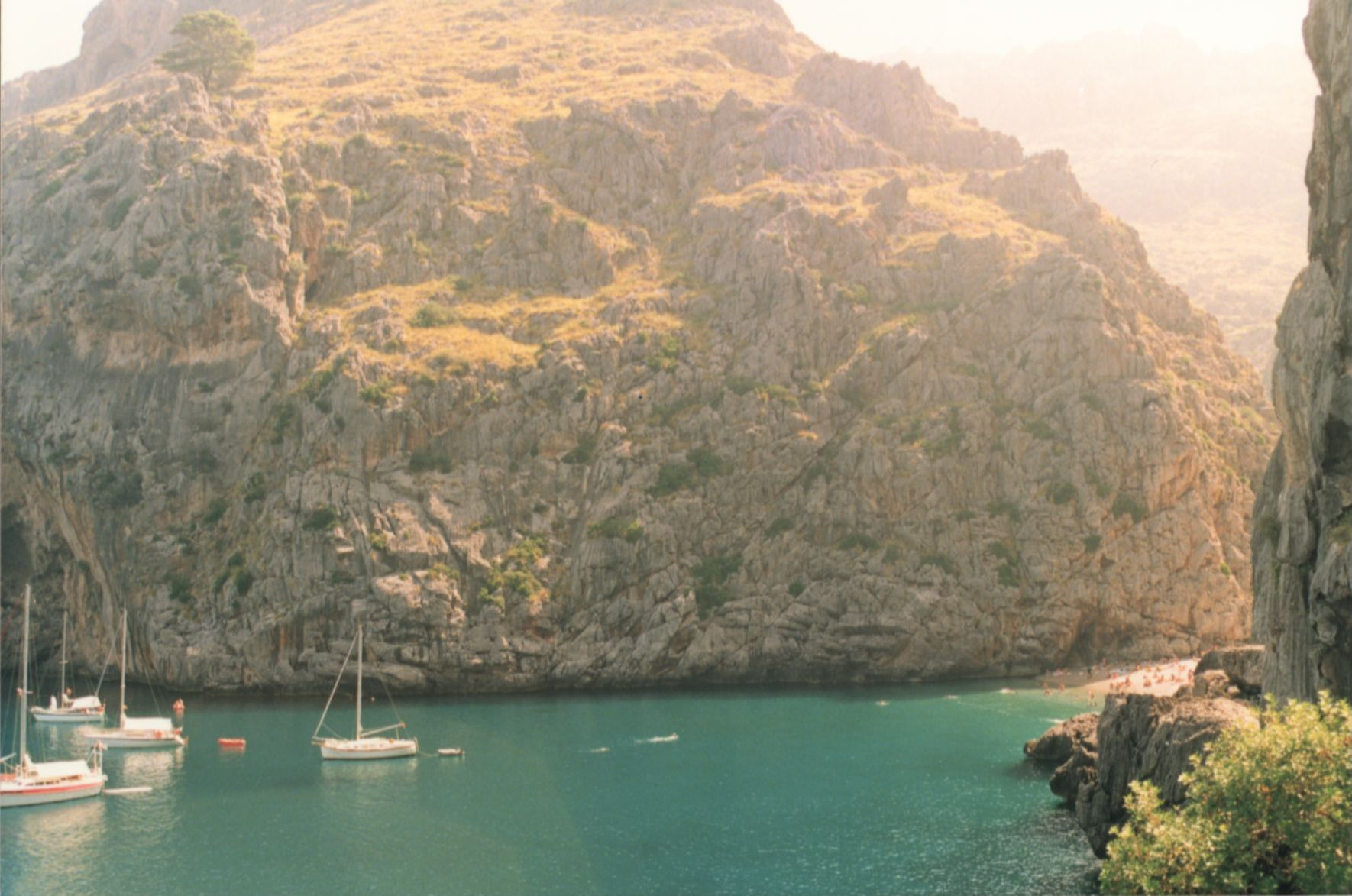
Sa Calobra
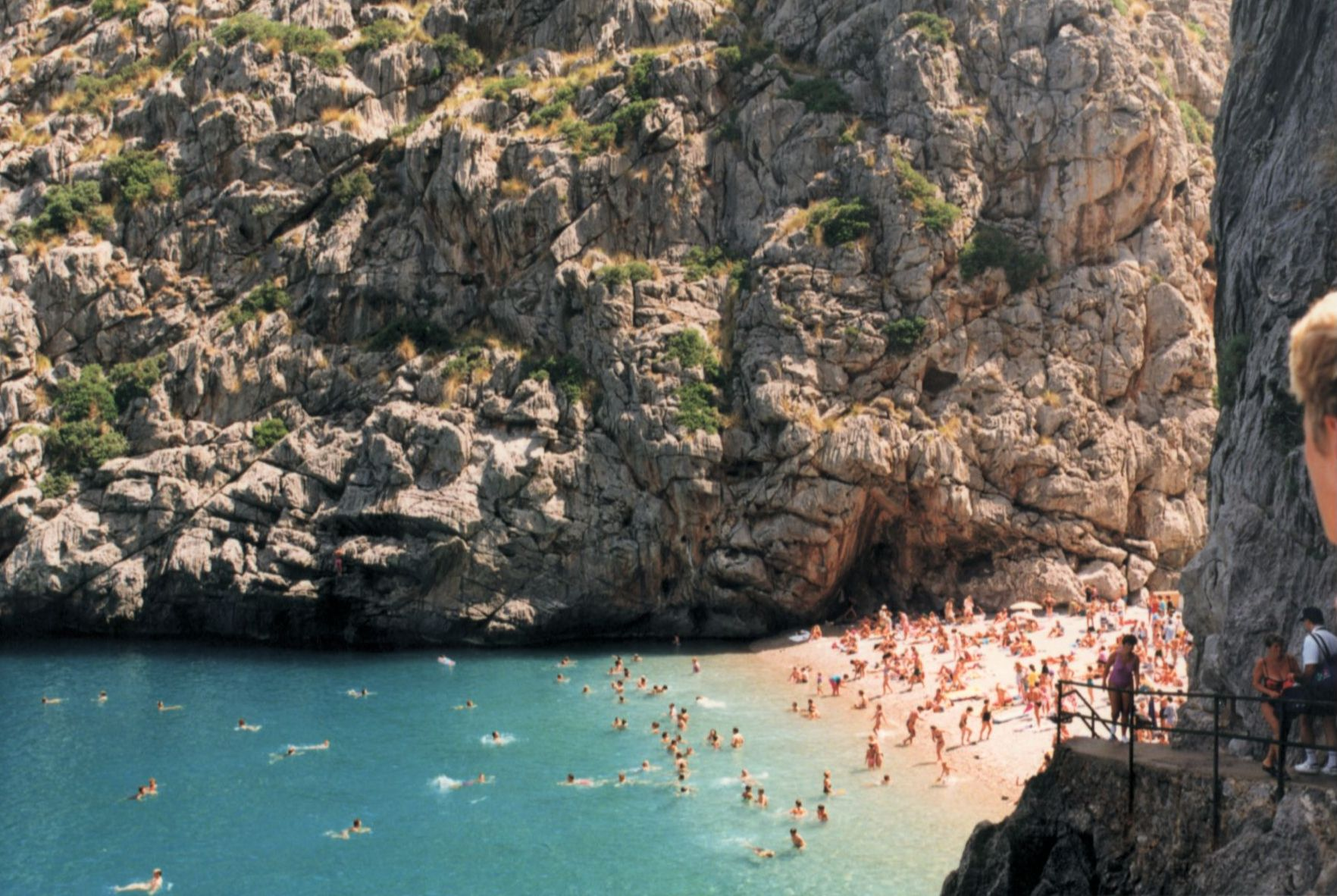
Sa Calobra